# Terri Hanauer
Terri Hanauer (Toronto, 25 maart 1964) is een Canadese-Amerikaanse actrice, filmregisseuse, filmproducente, scenarioschrijfster en fotografe.

## Biografie
Hanauer is opgegroeid in Canada en later verhuisd naar Amerika. Zij heeft gestudeerd aan de New York University en haalde haar diploma in theaterkunst. Later ging zij werken als actrice in zowel Amerika als Canada.
Hanauer begon in 1981 met acteren in de film Scruples. Hierna heeft ze nog meerdere rollen gespeeld in films en televisieseries zoals Matlock (1989), Beauty and the Beast (1988-1989), Beggars and Choosers (2000-2001) en Havoc (2005).
Hanauer heeft ook gespeeld in het theater. Zij speelde in het Mark Taper Forum in Los Angeles en de Arena Stage in Washington D.C.
Hanauer is ook actief als professionele fotografe. Zij heeft ruim honderd acteurs gefotografeerd, onder wie John Glover. Haar foto's verschenen in tijdschriften en advertenties en op websites.
Door haar achtergrond als actrice en fotografe besloot zij om te gaan regisseren en schrijven. Met het komische theaterstuk La Ronde de Lunch won ze zes LA Stage Scene Awards, waaronder die voor beste regie van een komedie.

## Filmografie

### Films
Uitgezonderd korte films.
- 2005 Havoc – als luitenant Kovalski
- 2002 Mid-Century – als Sally Ford
- 1999 Tuesdays with Morrie – als Eva / stiefmoeder
- 1998 Inferno – als Vanessa Maxwell
- 1997 Breast Men – als Kristine
- 1997 Habitat – als Myra Johnnson
- 1994 Tonya & Nancy: The Inside Story – als verslaggeefster
- 1993 Born Yesterday – als Lily Dorn
- 1991 The Rapture – als Paula
- 1989 A Cry for Help: The Tracey Thurman Story – als Cheryl
- 1989 Communion – als Sarah
- 1988 Shootdown – als Rita Steinhart
- 1988 Winnie – als Maude
- 1988 Clean and Sober – als bemiddelaar
- 1987 Baby Girl Scott – als Janet
- 1986 Just Between Friends – als vrouw in douche
- 1986 Prince of Bell Air – als Ellen Schein
- 1981 Scruples – als jonge Franse vrouw

### Televisieseries
Uitgezonderd eenmalige gastrollen.
- 2000 – 2001 Beggars and Choosers  – als Dr. Lillian Wackenhut – 3 afl.
- 1991 Veronica Clare – als ?? – 2 afl.
- 1988 – 1989 Beauty and the Beast – als Jenny Aronson – 5 afl.
- 1989 Matlock – als Melissa Lyle – 2 afl.

### Filmregisseuse
- 2021 Peeling the Stinky Onion - film
- 2019 Smothered - televisieserie - 7 afl.
- 2013 Sweet Talk – film
- 2008 Sex Chronicles – televisieserie – 7 afl.
- 2004 Recycling Flo – korte film

### Filmproducente
- 2019 Smothered - televisieserie - 7 afl.

### Scenarioschrijfster
- 2004 Recycling Flo – korte film

- Library of Congress Control Number: no2017118964
- Virtual International Authority File: 4181150567616106370008
- WorldCat: E39PBJbMbJ9mqG6qd9hVBx94bd